# Bronisław Rogowski
Bronisław Henryk Rogowski (ur. 3 stycznia 1869 w Czaplinie koło Białegostoku, zm. 18 stycznia 1946 w Łodzi) – polski inżynier technolog, pracownik ubezpieczeń, działacz społeczno-oświatowy i biblioteczny.

## Życiorys
W 1892 ukończył Politechnikę w Charkowie. Następnie pracował w zakładach fabrycznych w Ostrowcu, fabryce Konstantego Rudzkiego w Warszawie i w biurach Kolei Warszawsko-Wiedeńskiej. W 1894 został zesłany na 2 lata do Borysoglebska w guberni tambowskiej. Po powrocie został kierownikiem Wydziału Taryfowego Petersburskiej Konwencji Zakładów Ubezpieczeń w Łodzi.
Jeszcze przed zesłaniem zaczął działać w Wydziale Czytelni Bezpłatnych Warszawskiego Towarzystwa Dobroczynności. W 1898 założył pierwszą w Łodzi publiczną czytelnię i wypożyczalnię z prywatnego księgozbioru. W 1907 ukazał się katalog tej wypożyczalni nakładem S. Dębskiego w nakładzie 500 egz. W 1904 przeniósł się do Warszawy, a w 1905 jako sympatyk PPS został członkiem Związku Pomocy dla Ofiar Politycznych. W 1906 należał do współzałożycieli Towarzystwa Czytelń miasta Warszawy, w którym w latach 1917-1919 był wiceprezesem i prezesem. W 1916 był bibliotekarzem Towarzystwa Miłośników Przyrody w Warszawie. Wspólnie z innymi opiekował się biblioteką Tadeusza Rechniewskiego.
W okresie międzywojennym był starszym inspektorem technicznym w Związku Prywatnych Zakładów Ubezpieczeń w Warszawie. W 1921 był wraz ze Stefanem Wolffem i in. współzałożycielem Muzeum Społecznego przy Bibliotece Publicznej w Warszawie. W czasie II wojny światowej przebywał w Warszawie, od kwietnia 1945 w Łodzi, gdzie zmarł. Został pochowany na cmentarzu Powązkowskim w Warszawie (kwat. R-6-6/7). 

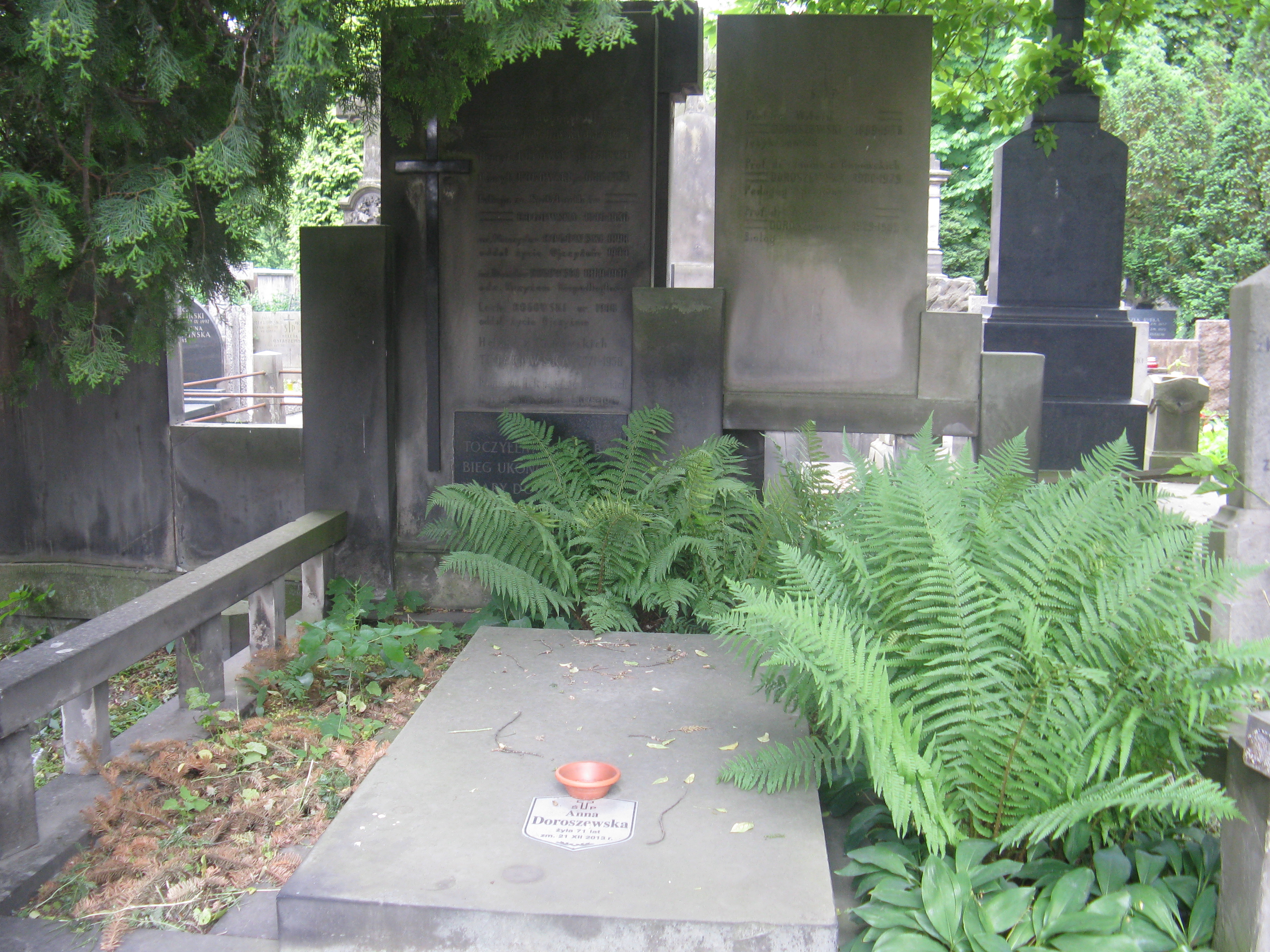
Grób Witolda Doroszewskiego i Bronisława Rogowskiego na Starych Powązkach, 2015)

## Życie prywatne
Był żonaty z Katarzyną z Zajączkowskich, z którą miał troje dzieci (synów Mieczysława i Lecha oraz córkę Janinę).

## Opublikowane prace
- Pytel płaski (Plansichter), jego zasadnicze urządzenie, zastosowanie, porównanie z innymi przesiewającymi maszynami i znaczenie w młynarstwie, "Przegląd Techniczny" 1896
- Taryfa fabryczna prywatnych towarzystw ubezpieczeniowych od ognia, "Kurier Asekuracyjny" 1918[2]
- Katalog naukowy minimalny dla bibliotek robotniczych, 1907 w formie plakatu dwustronnie zadrukowanego
- Katalog książek naukowych dla bibliotek robotniczych, Związek Towarzystw Samopomocy Społecznej 1907 wyd. rozszerzone jako broszura[3]
- W sprawie systemu numerowania i układu książek w bibliotekach powszechnych, "Bibliotekarz" 1919 nr 5/6 s. 74-77